# Gulkhan-Eudocia di Georgia
Gulkhan o Eudocia di Georgia (in georgiano გულქან-ევდოკია?; ... – 2 maggio 1395) era prima imperatrice consorte di Manuele III di Trebisonda. Il suo nome originario era Gulkhan Khatun; Eudocia era il suo nome di battesimo cristiano.

## Famiglia
Gulkhan era figlia di Davide IX di Georgia e di sua moglie Sindukhtar Jaqeli. Era anche sorella di Bagrat V di Georgia.
Suo nonno paterno era Giorgio V di Georgia. L'identità di sua moglie non è nota. "Le Cronache georgiane del XVIII secolo riportano che sposò una figlia dell'imperatore greco Michele Comneno. Tuttavia, la dinastia regnante dell'Impero bizantino nel XIV secolo era quella dei Paleologi, non quella dei Comneni. Il matrimonio di una figlia di Michele IX Paleologo e di sua moglie Rita d'Armenia con un sovrano georgiano non è registrato nelle fonti bizantine. Né esiste alcuna figlia illegittima di Michele IX. I Comneni governarono tuttavia nell'Impero di Trebisonda. Un Michele Comneno fu imperatore dal 1344 al 1349. Sua moglie era Acropolitissa. Il loro unico figlio registrato nelle fonti primarie fu Giovanni III di Trebisonda. Non si sa se Giovanni III avesse fratelli o sorelle.
Suo nonno materno era Qvarqvare II Jaqeli, principe di Samtskhe. Gli Jaqeli ricoprivano la carica feudale georgiana di Eristavi, un titolo che poteva essere "governatore di una regione" o "comandante dell'esercito", grosso modo equivalente allo strategos bizantino o un "duca" Europeo.

## Matrimonio
Gulkhan fu inizialmente promessa in sposa o sposata ad Andronico di Trebisonda, figlio illegittimo di Alessio III di Trebisonda. Il 14 marzo 1376, Andronico cadde da una finestra del palazzo imperiale e morì per le ferite riportate. Secondo Michele Panareto, solo sua madre e l'imperatrice madre parteciparono al corteo funebre e il fidanzamento fu trasferito a Manuele III di Trebisonda, che Panareto descrive come il figlio "più giovane, proprio e legittimo" dell'imperatore. Dettagli come questi hanno indotto gli storici a sospettare qualcosa di più sull'incidente. L'Europäische Stammtafeln: Stammtafeln zur Geschichte der Europäischen Staaten (1978) di Detlev Schwennicke riporta che fu ucciso gettandolo da una torre.
Panareto illustra la cronologia del processo matrimoniale di Gulkhan. La revisione del fidanzamento fu negoziata mentre lei risiedeva ancora in Iberia: lasciò il regno di suo padre e incontrò il gruppo imperiale a Macragialos il 15 agosto 1377; insieme tornarono a Trebisonda domenica 30 agosto. Il 5 settembre Gulkhan fu incoronata imperatrice, assumendo il nome reale di Eudocia, e il giorno successivo fu data in sposa a Manuele dal metropolita di Trebisonda, Teodosio; i festeggiamenti nuziali durarono una settimana.
Il loro unico figlio conosciuto avrebbe regnato come Alessio IV di Trebisonda.

## Imperatrice
Il 20 marzo 1390 morì Alessio III. Gli succedette Manuele III con Gulkhan come imperatrice consorte. Il suo mandato di imperatrice fu breve e si concluse con la sua morte il 2 maggio 1395. Manuele avrebbe poi sposato Anna Filantropena.

## Ascendenza
|                               |   |                      | Genitori |  |  | Nonni |  |  | Bisnonni               |  |  | Trisnonni             |  |
|                               |   |                      |          |  |  |       |  |  | Demetrio II di Georgia |  |  | Davide VII di Georgia |  |
|                               |   |                      |          |  |  |       |  |  | Demetrio II di Georgia |  |  | Davide VII di Georgia |  |
|                               |   | Gvantsa Kakhaberidze |          |  |  |       |  |  | Demetrio II di Georgia |  |  |                       |  |
| Giorgio V di Georgia          |   |                      |          |  |  |       |  |  | Demetrio II di Georgia |  |  |                       |  |
|                               |   | Natela Jaqeli        | …        |  |  |       |  |  |                        |  |  |                       |  |
|                               |   | Natela Jaqeli        | …        |  |  |       |  |  |                        |  |  |                       |  |
|                               |   | Natela Jaqeli        | …        |  |  |       |  |  |                        |  |  |                       |  |
| Davide IX di Georgia          |   | Natela Jaqeli        |          |  |  |       |  |  |                        |  |  |                       |  |
|                               |   | …                    | …        |  |  |       |  |  |                        |  |  |                       |  |
|                               |   | …                    | …        |  |  |       |  |  |                        |  |  |                       |  |
|                               |   | …                    | …        |  |  |       |  |  |                        |  |  |                       |  |
| …                             |   | …                    |          |  |  |       |  |  |                        |  |  |                       |  |
|                               |   | …                    | …        |  |  |       |  |  |                        |  |  |                       |  |
|                               |   | …                    | …        |  |  |       |  |  |                        |  |  |                       |  |
|                               |   | …                    | …        |  |  |       |  |  |                        |  |  |                       |  |
| Gulkhan-Eudocia di Trebisonda |   | …                    |          |  |  |       |  |  |                        |  |  |                       |  |
|                               | … | …                    |          |  |  |       |  |  |                        |  |  |                       |  |
|                               | … | …                    |          |  |  |       |  |  |                        |  |  |                       |  |
|                               | … | …                    |          |  |  |       |  |  |                        |  |  |                       |  |
| Qvarqvare I Jaqeli            | … |                      |          |  |  |       |  |  |                        |  |  |                       |  |
|                               |   | …                    | …        |  |  |       |  |  |                        |  |  |                       |  |
|                               |   | …                    | …        |  |  |       |  |  |                        |  |  |                       |  |
|                               |   | …                    | …        |  |  |       |  |  |                        |  |  |                       |  |
| Sindukhtar Jaqeli             |   | …                    |          |  |  |       |  |  |                        |  |  |                       |  |
|                               |   | …                    | …        |  |  |       |  |  |                        |  |  |                       |  |
|                               |   | …                    | …        |  |  |       |  |  |                        |  |  |                       |  |
|                               |   | …                    | …        |  |  |       |  |  |                        |  |  |                       |  |
| …                             |   | …                    |          |  |  |       |  |  |                        |  |  |                       |  |
|                               |   | …                    | …        |  |  |       |  |  |                        |  |  |                       |  |
|                               |   | …                    | …        |  |  |       |  |  |                        |  |  |                       |  |
|                               |   | …                    | …        |  |  |       |  |  |                        |  |  |                       |  |
|                               |   | …                    |          |  |  |       |  |  |                        |  |  |                       |  |